# Tungstate de zirconium
Le tungstate de zirconium est un composé chimique de formule Zr(WO4)2. Il se présente comme un solide inodore ayant la propriété remarquable d'avoir un coefficient de dilatation thermique négatif, c'est-à-dire qu'il se contracte en chauffant. Contrairement aux autres céramiques ayant un coefficient de dilatation thermique négatif, celui du tungstate de zirconium est isotrope et a une valeur absolue élevée, de l'ordre de −7,2 × 10−6 K−1, dans une large gamme de température, de 0,3 à 1 050 K.

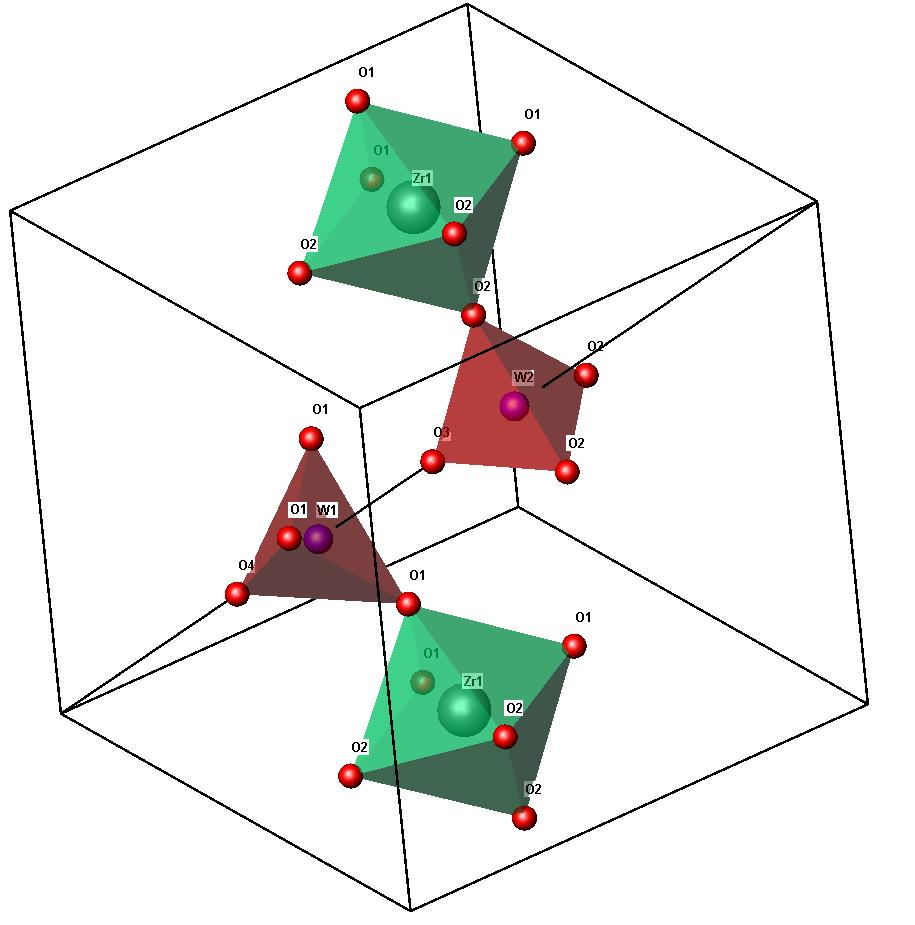
Maille élémentaire incomplète montrant les octaèdres de ZrO6 en vert et les tétraèdres de WO4 en rouge le long d'une diagonale.

Le tungstate de zirconium cubique Zr(WO4)2 α est l'une des phases de ce composé, et est probablement le matériau à coefficient de dilatation thermique négatif le plus étudié. Il se contracte de manière continue lorsqu'on le chauffe de 0,3 à 1 050 K, et se décompose au-delà. Cette phase est constituée d'octaèdres de ZrO6 et de tétraèdres de WO4 partageant leurs angles. Sa structure cristalline étant cubique, sa contraction a la propriété remarquable d'être isotrope. Cette phase est thermodynamiquement instable à température ambiante par rapport au dioxyde de zirconium ZrO2 et au trioxyde de tungstène WO3 mais peut être produit en chauffant des quantités stœchiométriques de ces deux oxydes puis en trempant le matériau obtenu d'environ 900 °C à température ambiante :
ZrO2 + 2 WO3 ⟶ Zr(WO4)2.